# SNCASE SE.3000
Le SNCASE SE.3000 est un prototype d'hélicoptère construit par la société SNCASE sur la base du Focke-Achgelis FA 223 Drache. Prévu pour transporter six passagers, il fut construit à trois exemplaires seulement. L'envergure de l'appareil, les deux rotors tournant, était de 24,50 mètres.

## Conception
À la fin de la Seconde Guerre mondiale, les premiers hélicoptères opérationnels commençaient à apparaître. Les ingénieurs américains et allemands étaient en pointe sur le sujet. La France réussit alors à attirer l'ingénieur allemand Henrich Focke qui se mit au service de la SNCASE. Celle-ci proposa alors de construire le SE.3000, en fait une version française du Focke-Achgelis Fa 223.
Le projet est confié à la SNCASE, qui passe pour le spécialiste français des voilures tournantes, en tant que "héritière" du constructeur Lioré et Olivier, lequel fabriquait avant-guerre sous licence l'autogire Cierva C.30 sous le nom de "LeO C-30".

## Engagements
Le SE.3000 fut présenté au grand public sous les verrières du Grand Palais lors du premier Salon aéronautique d'après-guerre, en 1946. Ce n'est pas un exemplaire de construction française, mais un ex-Fa 223 de pré-série capturé en 1945.
L'Aéronautique navale envisagea d'en acquérir trois au minimum. 
Le premier appareil effectua son premier vol le 23 octobre 1948, un second le 6 novembre, avant un changement de moteur rendu nécessaire par la fragilité du moteur d'origine récupéré en Allemagne. Après rodage du moteur, le premier vol stationnaire est effectué le 10 mars 1949 et le premier vol en circuit fermé le 21 mars. Le SE.3000 no 01 est présent au meeting d'Orly le 14 mai 1949 mais le lendemain, une rupture de transmission l'immobilise à nouveau jusqu'à fin octobre. Après un nouveau changement de moteur et un nouveau rodage, les vols reprennent fin mars 1950.
En juin 1950, le Centre d'essais en vol à la demande du Service technique de l'aéronautique effectua trois vols sur cette machine mais arrêta rapidement la campagne d'essais à cause du peu de confiance qu'il accorde à ce prototype. Le projet fut alors abandonné.